# Кофман Борис Мойсейович
Борис Мойсейович Кофман (13 жовтня 1919, м. Новоукраїнка (нині Кіровоградської області) — 6 вересня 2011, м. Хайфа, Ізраїль) — український педагог, гуманіст. Відмінник народної освіти, Кавалер орденів Трудового Червоного Прапора, Вітчизняної війни І ступеня, медалей, інвалід II Світової війни, ветеран праці, Почесний громадянин міста Новоукраїнка. Протягом 50 років (1945—1994) — директор Новоукраїнської середньої школи № 6.

## Життєпис
Народився 13 жовтня 1919 року в місті Новоукраїнка Єлисаветградського повіту Херсонської губернії (тепер Кіровоградської області) в бідній багатодітній родині. Рано втратив матір. 1927 року пішов до школи-десятирічки, яку закінчив із відзнакою 1937 року.
Без складання вступних іспитів був зарахований до Одеського державного університету ім. Мечникова на фізико-математичний факультет.
Під час Другої Світової війни 1941 року закінчив четвертий курс,  а в серпні його було зараховано курсантом Полтавського танкового училища, яке після евакуації містилося на Кавказі, у місті П'ятигорськ. Від початку наступу німецько-нацистських військ на П'ятигорськ у серпні 1942 року брав участь в обороні міста та був тяжко поранений. Унаслідок поранення втратив кисть правої руки.
Після тривалого лікування в шпиталі 1943 року поїхав до міста Байрам-Алі Туркменської РСР, куди на той час було евакуйовано Одеський державний університет. Продовжив навчання на п'ятому курсі й одночасно викладав математику в місцевій школі.
Зі спогадів про перші кроки у школі:

1943 рік, місто Байрам-Алі, Туркменська республіка.
Під час одного з моїх перших уроків математики у 8 класі якийсь підліток біля відчиненого вікна вигукував брудні слова й не давав можливості проводити урок, на мої попередження не реагував, і я не витримав (можливо, цього не треба було робити) — я вискочив через вікно низького першого поверху, упіймав цього підлітка й відвів до директора. Я повернувся до класу, який від несподіваного мого вчинку завмер, а потім зустрів мене оплесками. Я сильно переживав, але мене не осудили, мій авторитет різко піднявся.

1944 року з відзнакою закінчив університет і в серпні повернувся до визволеної вже Новоукраїнки, де був прийнятий на роботу до місцевої середньої школи № 6 на посаду вчителя фізики.
1 січня 1945 року його призначено на посаду директора школи — йому було тоді 25 років.
Зі спогадів про початок педагогічної діяльності:

1945 рік. Новоукраїнка, СШ № 6. Здібна учениця 10 класу С. заявила, що батьки вимагають від неї покинути школу і йти на роботу в колгосп. Учениці було надано матеріальну допомогу школою і мною. Дівчина закінчила школу, Одеський медінститут, вона кандидат наук, є автором кількох книг із медицині.
1960 рік. Випускний екзамен із літератури. Учителька зробила зауваження учневі за те, що він заглянув у шпаргалку. Учень попросився вийти, довгий час не повертався до класу. На парті я знайшов записку, в якій хлопець повідомляв, що допустив порушення, йому соромно й він не буде складати екзамен. Я швидко знайшов машину й поїхав до нього додому. Застав його лежачим на дивані. Без зайвих слів, майже силою, підняв його і привіз на екзамен.
Той учень успішно закінчив школу, військове училище.

За ініціативою Б. М. Кофмана силами вчителів, батьків та учнів було відбудовано вщент зруйноване під час окупації 1941-44 років приміщення, де школа перебувала до 1974 року. Директором було організовано й будівництво нового приміщення, в якому заклад діє з 1 вересня 1974 року.
Б. М. Кофман незмінно очолював Новоукраїнську середню школу № 6 протягом 50 років, до 1 вересня 1994 року. У віці 75 років вийшов на пенсію.
У 1990-х роках разом із родиною доньки переїхав на проживання до Ізраїлю. Двічі, 1997 та 2006 років, з донькою Майєю приїжджав з гостинами до Новоукраїнки, де зустрічався з педагогічним колективом своєї школи, громадськістю, містянами.
Зі спогадів про поїздку:

У червні — липні 1997 року я був у Новоукраїнці. Повага, шана, яку виявили тоді до мене учні, вчителі, батьки, багато жителів міста, представники трьох поколінь, переконали мене в тому, що п'ятдесят років життя, відданих мною школі, залишили добрий слід у людей, і це є, мабуть, найбільше щастя, про яке може мріяти людина.

Помер 6 вересня 2011 року у м. Хайфа на 92-му році життя.

Шоста школа сниться мені щодня. Вона — у кожній клітині мого мозку… Якщо людину пам'ятають, не забувають, значить, вона залишила свій слід на землі. Мені приємно усвідомлювати, що тут я зробив щось хороше, що життя прожите недаремно. (Борис Кофман. Червень, 2006 рік)

## Педагогічна діяльність
Із книги Н. А. Калініченко та Г. М. Перебийноса «Сучасники В. О. Сухомлинського», Кіровоград, 1998 рік: «Подібне зустрічається нечасто — Кофман Борис Мойсейович керував Новоукраїнською шостою середньою школою 50 років. Звичайно, головне не в цьому. Борис Мойсейович створив і зростив чудовий колектив педагогів, користувався беззаперечним авторитетом у районі, був знаним серед педагогічної громадськості області та республіки. І хоч у перші роки серед сімдесяти вчителів директор по віку був наймолодшим, це не стало на заваді тому, щоб згуртувати навколо себе думаючих, зрілих педагогів, майстрів педагогічної справи, влитися в це ядро ведучою особою, керівником. Наполегливість, вимогливість, принциповість, діловитість сподобалися всім, сприяли створенню здорового мікроклімату, який підтримувався в колективі півстоліття.
Борис Мойсейович не пішов шляхом авралів, щоденного полохання підлеглих. Осмислене ним і кожним педагогом багатогранне шкільне життя втілювалося з перших років. Поверховість, звичка прямувати навпростець, ламати все й будувати нове, кривдити чужі думки і нав'язувати свої Б. М. Кофман не вмів, що допомагало скорочувати шлях до успіху, а заодно одержувати його в атмосфері спокою і добрих взаємин.
Саме ці якості директора підняли колись непомітну школу на вершини слави, допомогли багатьом педагогам відчути життєву радість, задоволення від творчої праці. Б. М. Кофман володів своїм предметом досконало, викладав фізику цікаво, захопливо, тому сміливо вимагав такої роботи від інших учителів.
Успіхи випускників на екзаменах у вузи, порядок, дисципліна швидко наблизили школу до загального визнання її авторитету серед громадськості міста. А коли вихованці школи почали повертатися з районних, обласних, республіканських олімпіад переможцями, Новоукраїнська СШ № 6 поповнила список обласних авторитетів.
Борис Мойсейович всіляко підтримував інтелектуально сильних педагогів, дбав про їх авторитет у шкільному колективі. Тому сім'я творчих, старанних працівників росла швидко. Серед таких — заслужені вчителі України О. Я. Фролова та В. П. Перчун, Т. С. Ліщенко, А. І. Мигай, Г. Ф. Пасічник, І. І. Грущак, Т. Я Лисоконь, Л. П. Федоренко, Т. П. Депутатова, Н. В. Руда, Л. А. Кугель, К. Т. Логвиненко і багато інших.
Щорічно колектив учителів поповнювався випускниками вузів. Характерно, що це були, в основному, „свої“. Серед 70 педагогів вони складали більше половини.
„Щоб керувати колективом, користуватися його авторитетом, повагою, треба бути вимогливим до себе, поповнювати свої знання, стежити за новинами педагогічної літератури, любовно і грамотно опікувати кожного члена колективу, об'єктивно оцінювати його працю…“ — взяте зі щоденника Б. М. Кофмана стало для нього правилом, якого він дотримувався протягом 50 років. Тож і встиг немало. Для такого треба мати сильну вдачу, світлу голову, високу працьовитість, уміння тримати себе у формі. Борис Мойсейович мав такі якості.»
Зі спогадів Б. М. Кофмана:

…Незважаючи на те, що директору школи необхідно було щоденно розв'язувати багато господарських питань, особливо в перші післявоєнні роки, займатися зміцненням навчально-матеріальної бази, все ж основним, центральним завданням було керівництво та контроль за навчально-виховним процесом і, в першу чергу, за якістю уроку. Щоденно я відвідував 2-3 уроки, ретельно готувався до цього, що давало мені можливість глибоко вивчити роботу кожного вчителя, знати його сильні й слабкі сторони, своєчасно, за необхідності, надавати методичну допомогу. Молодим кадрам ми приділяли постійну увагу, вони завжди отримували товариську підтримку від досвідчених колег.
Нам вдалося створити дружню, товариську, приємну атмосферу в педагогічному колективі. Безумовно, не все було ідеальним, бували неприємності й незначні конфлікти, але ми їх розв'язували спокійно, розумно, без крику й образ. Цікаво відзначити, що багато вчителів самі запрошували директора на свої уроки, виявляли бажання поділитися своїми новими методичними знахідками.
Ми ретельно вивчали досвід роботи досвідчених учителів і поширювали його в колективі…
Із практики своєї роботи я переконався, що при відвідування уроків, їх аналізу і свого поводження на уроці треба продумувати кожен крок.
У мене був такий випадок, коли на одному з уроків я не зміг приховати свої емоції, і вчитель, спостерігаючи за виразом мого обличчя, вирішив, що я незадоволений, і це вплинуло на якість уроку.
Максимум уваги, людяності, поваги до вчителя я виявляв завжди, ніколи не захоплювався наказами з адміністративними покараннями, часто вживав слова «я Вас прошу», «надіюсь, що Ви це зробите». Усе це дало можливість завжди знаходити взаєморозуміння, підтримку колективу при вирішенні різних важливих питань.

## Нагороди та відзнаки
- Орден Трудового Червоного Прапора
- Медаль «За доблесну працю»
- Нагрудний знак «Відмінник народної освіти»
- Орден Вітчизняної війни І ступеня
- Медалі СРСР[які?]
- Звання «Почесний громадянин міста Новоукраїнка» (2011)

## Ушанування
У серпні 2011 року за значний унесок у розвиток педагогіки й просвітництва Новоукраїнського району Б. М. Кофману було присвоєно звання
У квітні 2013 року в Новоукраїнській І-ІІІ ступенів ЗШ № 6 відбулося урочисте відкриття меморіальної дошки в пам'ять про роки діяльності першого директора Б. М. Кофмана.
У ЗШ № 6 за участю Майї Борисівни Соколовської (доньки) та Григорія Борисовича Кофмана (сина) проводилися меморіальні та ювілейні заходи, зібрання, присвячені пам'яті Бориса Мойсейовича Кофмана.